# NIH 증후군
NIH 증후군(Not invented here syndrome)은 말 그대로 '여기서 개발한 것이 아니다.'(Not invented here)라는 의미로, 제3자가 개발한 기술이나 연구 성과는 인정하지 않는 배타적 조직 문화 또는 그러한 태도를 말한다. 따라서 주어진 문제에 대한 해법을 자신 또는 조직 내부의 역량만을 고집하여 해결하려는 배타적인 현상이 나타난다. NIH 증후군은 타인이나 다른 조직에서 나온 기술이나 아이디어는 무시하거나 수용하지 않으려 한다는 점에서 소통과 협업을 어렵게 만드는 장애 요인으로 작용한다.

## 원인
심리학적으로 다른 사람, 다른 조직의 기술이나 아이디어 작품을 이용하지 않으려는 이유는 다양하다. 일단은 타인이 개발한 작품을 이해하지 못 할 것 같은 두려움도 있고, 또 다른 사람의 작품에 대해 인정하지 않으려는 일종의 질투심도 작용하여 타인의 기술이나 아이디어 등을 수용하지 않으려고 할 수도 있다. 사회적으로 보면 이러한 태도는 부족주의 형태의 일환으로 다른 문화에서 유래한 물품이나 제도를 받아들이지 않으려는 것과 비슷하다.

## 사용
이 용어는 일반적으로 부정적이거나 경멸적인 의미로 사용된다. NIH의 반대어는 '자랑스럽게 다른 곳에서 발견했다.'(proudly found elsewhere, PFE) 또는 '여기서 개발했다.'(invented here)이다.

## 같이 보기
- 안티패턴
- 사실상 표준
- 민족중심주의
- 갈라파고스화
- 발생학적 오류
- 집단사고
- 이케아 효과
- 보호무역
- 바퀴의 재발명
- 제노포비아
- YAGNI

## 참조
1. ↑  HBS.edu 보관됨 2017-10-17 - 웨이백 머신 P&G's New Innovation Model